# Wetteren
Wetteren ist eine belgische Gemeinde in der Region Flandern am südlichen Ufer der Schelde. Sie liegt in der Provinz Ostflandern und gehört zum Arrondissement Dendermonde.
Gent liegt 11 Kilometer westlich, Aalst 12 km südöstlich, Dendermonde 15 km östlich, Brüssel 37 km südöstlich und Antwerpen 42 km nordöstlich (alle Angaben in Luftlinie zu den Stadtzentren).
Die Gemeinde hat eine Autobahnabfahrt im Südwesten an der A10/E 40. Bei Beervelde im Norden an der A14/E 17 sowie bei Gent befinden sich weitere Anschlussstellen. 

Wetteren besitzt einen Regionalbahnhof an den Bahnlinien Gent – Wetteren – Dendermonde – Mechelen und Gent – Wetteren – Aalst – Brüssel. 

Nahe der Hauptstadt Brüssel gibt es einen internationalen Flughafen.

## Persönlichkeiten
- Paul De Brauwer (* 1956), Radrennfahrer
- Lindsay De Vylder (* 1995), Radsportler
- Jef Dervaes (1906–1986), Radrennfahrer
- Etienne De Wilde (* 1958), Radrennfahrer
- Al Goyens (1920–2008), Jazzmusiker
- Hanne Maudens (* 1997), Siebenkämpferin und Weitspringerin
- Thomas Rekdal (* 2001), norwegischer Fußballspieler
- Luc De Smet (* 1957), Radrennfahrer
- André Van den Steen (1956–1980), Radrennfahrer
- Herman Verbaere (1905–1993), Künstler